# Greg Zuerlein (football américain)
Pour les articles homonymes, voir Greg Zuerlein.
(en) Statistiques sur pro-football-reference
Greg Zuerlein, né le 27 décembre 1987 à Lincoln dans l'État du Nebraska aux États-Unis, est un joueur professionnel américain de football américain qui évolue au poste de kicker dans la National Football League (NFL) depuis la saison 2012, jouant actuellement pour les Jets de New York.
Au niveau universitaire, il a joué pour les Mavericks de Nebraska-Omaha (2006-2010) et les Griffons de Missouri Western (en) (2011) dans la NCAA Division II.
Sélectionné en 24e choix global lors du 6e tour de la draft 2012 de la NFL par la franchise des Rams de St-Louis, il y reste jusqu'en fin de saison 2019 avant de rejoindre les Cowboys de Dallas ( 2020-2021) et ensuite les Jets de New York en 2022.
Au terme de la saison 2017, il est le joueur qui a inscrit le plus de points sur la saison et il est ainsi sélectionné dans la première équipe All-Pro et pour le Pro Bowl 2018.

## Biographie

### Carrière universitaire
Zuerlein commence sa carrière universitaire au poste de kicker pour les Mavericks de Nebraska-Omaha lesquels évoluent au sein de la Division II de la NCAA. Il ne joue pas la saison 2010 à la suite d'une blessure à la hanche. Après cette saison blanche, son université met fin au programme de football américain et Zuerlein rejoint les Griffons de Missouri Western (en) évoluant au sein de la même division.

### Carrière professionnelle

#### Rams de St. Louis/Los Angeles

##### Draft
Zuerlein est sélectionné en 171e choix global lors du sixième tour de la draft 2012 de la NFL par la franchise des Rams de Saint-Louis. Il est le deuxième kicker sélectionné au cours de cette draft après Randy Bullock (161e choix). Les Rams libèrent le kicker vétéran Josh Brown pour laisser une place à Zuerlein,.

##### 2016
En 2016, il prolonge d'un an son contrat avec les Rams lesquels déménagent à Los Angeles.

##### 2017
En 2017, il signe une nouvelle prolongation de contrat portant sur trois années. Durant la saison 2017, il établit des records en carrière relatifs au nombre de field goals réussis (38/40), à son taux d'efficacité (95 %) et au nombre de points marqués (158 -  field goals et extra points). Ces performances lui permettent d'être sélectionné pour son premier Pro Bowl.

#### 2019
Zuerlein réussit 24 des 33 field goals tentés et les 42 extra points bottés.

#### Cowboys de Dallas (2020-2021)

##### 2020
Le 30 mars 2020, Zuerlein signe un contray de 3 ans pour un montant de 7,5 millions de dollars avec les Cowboys de Dallas et il rejoint ainsi son ancien coordinateur des équipes spéciales chez les Rams, John Fassel (en).
Pour son premier match de la saison, il réussit un field goal de 31 yards mais rate un field goal de 51 yards au cours du deuxième quart temps (défaite 17 à 20 contre les Rams). La semaine suivante contre les Falcons, il commence mal le match en ratant deux fields goals avant de donner la victoire 40 à 39 en réussissant un field goal de 46 yards à la dernière seconde du match. Les Cowboys étaient menés 10 à 29 à la mi-temps. Alors qu'il ne reste que 1 min 49 s à jouer et que les Cowboys sont menés 37 à 39, Zuerlein botte un onside kick qui est recouvert par son équipe. La L'onside kick a été surnommé le Watermelon Kick en regard de la façon dont le coup de pied a été donné, ballon effectuant de rapides rotations au sol et dirigé vers l'extérieur du terrain.
Lors du 12e match de la saison contre les Ravens, il réussit son premier field goal mais rate ensuite les trois autres tentés (défaite 17 à 34).
Sur la saison, Zuerlein a réussi 34 des 41 field goals tentés (meilleur de la ligue et record en carrière - 82,9 % de réussite) et 33 des 36 extra points tentés (91,7 % de réussite). Six des sept field goals manqués étaient des coups de pied de plus de 50 yards (il n'en a réussi que 3 sur les 9 tentés).

##### 2021
Pendant l'inter saison, Zuerlein subit une opération au dos. Il est remplacé par Hunter Niswander et Lirim Hajrullahu, n'effectuant qu'un seul field goal (échec de 56 yards) lors des matchs d'avant saison.
Lors du premier match de la saison (défaite 29-31 contre les Buccaneers), même s'il réussit trois field goals, il manque un extra point et un field goal de 60 yards vers la fin de la première mi-temps. Au cours de la deuxième semaine contre les Chargers de Los Angeles, il réussit un field goal de 56 yards à la fin du temps imparti qui donne la victoire aux Cowboys 20 à 17. En 6e semaine, il marque un field goal de 49 yards sous la pluie contre les Patriots, qui permet à son équipe de forcer la prolongation (victoire 35 à 29). Deux semaines plus tard, il inscrit trois field goals dont un de 43 yards lors de la victoire 20 à 16 contre les Vikings. Le 9 décembre 2021 il est placé sur la liste des réservistes touchés par la Covid-19. En 12e semaine , le jour de Thanksgiving, il rate un field goal de 59 yards ainsi qu'un extra point mais il inscrit un field goal de 50 yards dans les dernières secondes ce qui permet au match d'aller en prolongation. Les Cowboys perdent néanmoins le match 33 à 36. Contre Washington en 16e semaine, il convertit huit extra points (sommet en carrière). La semaine suivante, il rate un field goal de 43 yards lors du premier quart temps ce qui a fini par faire la différence puisque les Cowboys perdent le match 22 à 25 contre les Cardinals. 
Sur la saison, Zuerlein affiche un bilan de 29/35 field goals (82,9 %) et 42/48 extra points (87,5 %). Il a raté six field goals (dont 3 à plus de 50 yards) et 6 extra points (meilleur de la ligue).
Le 11 mars 2022, Zuerlein est libérté par les Cowboys afin de réduire la masse salariale de la franchise.

#### Jets de New York (depuis 2022)
Le 26 mars 2022, Zuerlein signe un contrat d'un an avec les Jets de New York. Il remplace Eddy Pineiro pour le poste de placekicker pendant la saison.
Au cours des matchs des 2e et 12e semaines, il égalise le record de la franchise en inscrivant des field goals de 57 yards. Il bat de record en 13e semaine en réussissant un field goal de 60 yards. Il termine sa première saison pour le Jets avec 30 field goals réussis sur 37 tentés (81,1%) et 28 des 29 extra points tentés (96,6%).
Le 16 mars 2023, Zuerlein signe une prolongation de son contrat pour un an avec les Jets. Il est désigné meilleur joueur des équipes spéciales de la 5e semaine en AFC après avoir réussi 5 des 5 field goals tentés. Au cours de la saison 2023, il réussit 15 des 16 extra points et 35 des 38 field goals qu'il a botté.
Le 16 mars 2024, Zuerlein signe une prolongation de contrat avec les Jets.

## Statistiques
| Année      | Équipe              | MJ  |                | Field goals    | Field goals    | Field goals    | Field goals    |                | Extra Points   | Extra Points | Extra Points |
| Année      | Équipe              | MJ  | Tentés         | Réussis        | %              | Long           | Tentés         | Réussis        | %              |              |              |
| 2012       | Rams de Saint-Louis | 16  | 31             | 23             | 74,2           | 60             | 26             | 26             | 100            |              |              |
| 2013       | Rams de Saint-Louis | 16  | 28             | 26             | 92,9           | 54             | 34             | 34             | 100            |              |              |
| 2014       | Rams de Saint-Louis | 16  | 30             | 24             | 80,0           | 56             | 35             | 34             | 097,1          |              |              |
| 2015       | Rams de Saint-Louis | 14  | 30             | 20             | 66,7           | 61             | 28             | 26             | 092,9          |              |              |
| 2016       | Rams de Los Angeles | 16  | 22             | 19             | 86,4           | 54             | 23             | 23             | 100,0          |              |              |
| 2017       | Rams de Los Angeles | 14  | 40             | 38             | 95             | 56             | 46             | 44             | 095,7          |              |              |
| 2018       | Rams de Los Angeles | 11  | 31             | 27             | 87,1           | 56             | 36             | 35             | 097,2          |              |              |
| 2019       | Rams de Los Angeles | 16  | 33             | 24             | 72,7           | 58             | 42             | 42             | 100,0          |              |              |
| 2020       | Cowboys de Dallas   | 16  | 41             | 34             | 82,9           | 59             | 36             | 33             | 091,7          |              |              |
| 2021       | Cowboys de Dallas   | 16  | 35             | 39             | 82,9           | 56             | 48             | 42             | 087,5          |              |              |
| 2022       | Jets de New York    | 17  | 37             | 30             | 81,1           | 60             | 29             | 28             | 096,6          |              |              |
| 2023       | Jets de New York    | 16  | 38             | 35             | 92,1           | 35             | 16             | 15             | 093,8          |              |              |
| 2024       | Jets de New York    | ?   | Saison à venir | Saison à venir | Saison à venir | Saison à venir | Saison à venir | Saison à venir | Saison à venir |              |              |
| Totaux NFL | Totaux NFL          | 184 | 396            | 329            | 83,1           | 61             | 399            | 382            | 95,7           |              |              |

| Année      | Équipe              | MJ |        | Field goals | Field goals | Field goals | Field goals |         | Extra Points | Extra Points | Extra Points |
| Année      | Équipe              | MJ | Tentés | Réussis     | %           | Long        | Tentés      | Réussis | %            |              |              |
| 2018       | Rams de Los Angeles | 3  | 10     | 8           | 080,0       | 57          | 5           | 5       | 100,0        |              |              |
| 2021       | Cowboys de Dallas   | 1  | 01     | 1           | 100,0       | 51          | 2           | 2       | 100,0        |              |              |
| Totaux NFL | Totaux NFL          | 4  | 11     | 9           | 090,0       | 57          | 7           | 7       | 100,0        |              |              |